# Cărpiniș, Timiș
Cărpiniș (nume anterior Gherteamoș, germană Gertianosch, Gertjanosch, maghiară Gyertyámos) este satul de reședință al comunei cu același nume din județul Timiș, Banat, România.